# 迈讷韦
迈讷韦是德国萨克森-安哈尔特州的一个市镇。总面积25.25平方公里，总人口1063人，其中男性561人，女性502人（2011年12月31日），人口密度42人/平方公里。